# Giovanni Mazzoni (presbitero)
Giovanni Mazzoni (Chiassa Superiore, 17 ottobre 1886 – Petropawlovka, 25 dicembre 1941) è stato un cappellano militare italiano.
Fu decorato due volte con la Medaglia d'oro al valor militare, nella prima e, alla memoria, nella seconda guerra mondiale.

## Biografia
Nacque alla Chiassa Superiore, una frazione del comune di Arezzo, il 17 ottobre 1886, e studiò presso il locale convento dei Carmelitani Scalzi sentendo sin da adolescente la vocazione ad abbracciare la vita religiosa. Ordinato sacerdote il 15 agosto 1909 da Monsignor Falcini, vescovo di San Miniato, nel 1911 partì volontario come cappellano militare per partecipare alla guerra di Libia e nel 1912 prese parte all'occupazione dell'isola di Rodi continuando la sua missione evangelica in Egeo. Ricevuto un encomio solenne, al termine del conflitto partì missionario in Siria, diventando direttore delle scuole italiane di Alessandretta.
All'entrata in guerra fece ritorno in Italia e venne assegnato come tenente cappellano alla sanità militare, prestando dapprincipio la propria opera in un ospedale da campo. Trasferito al 226º Reggimento fanteria dalla Brigata "Arezzo", nel maggio del 1916 prese servizio sull'Altopiano di Asiago nel pieno dell'offensiva austroungarica. In seguito combatte sul Carso, dove il 30 agosto 1917, durante l'Undicesima battaglia dell'Isonzo, fu ferito in combattimento sul costone del Selo dopo aver assunto il comando di alcuni soldati rimasti senza guida, ricevendo per questo la Medaglia d'oro al valor militare. Rientrato in servizio nel gennaio del 1918 come cappellano del Reggimento “Cavalleggeri di Treviso”, venne congedato nel 1919. Divenuto arciprete di Lussinpiccolo, sull'isola di Cherso, il 4 novembre del 1921 prese parte alle cerimonie per la tumulazione della salma del milite ignoto al Vittoriano.
Attratto dal nascente movimento fascista nel 1923 fu nominato parroco di Loro Ciuffenna (Arezzo) Nel 1926 prese la tessera del Partito Nazionale Fascista, e nel 1927 divenne presidente dell'Ufficio di assistenza in seno alla federazione provinciale dei fasci di combattimento. Tra il febbraio e il marzo del 1928 entrò fortemente in contrasto con il prefetto Salvetti e il segretario provinciale dei fasci di combattimento Guido Bonaccini. Verso la fine dell'anno è dapprima soggetto ad ammonizione, successivamente espulso dal Partito e nel mese di dicembre va sotto processo a causa del fallimento della Banca di credito e risparmio di Arezzo della quale era consigliere. Condannato a tre anni di confino, nel gennaio 1929 viene inviato a Lagonegro (Potenza), ma nel 1934 viene definitivamente scagionato da ogni accusa dalla Corte d'appello di Firenze.
Una volta rientrato a Loro Ciuffenna i contrasti con i locali dirigenti del partito fascista ripresero vigore nel giugno 1940, dopo l'entrata in guerra del Regno d'Italia, con una nuova accusa di aver ricevuto tangenti. Recatosi a Roma per appellarsi direttamente a Mussolini o al suo segretario, non venne ricevuto e lasciato un memoriale in sua difesa si arruolò volontario nel Corpo dei Bersaglieri in partenza per l'Unione Sovietica. Assegnato ad un ospedale da campo della 52ª Divisione fanteria "Torino", chiese, ed ottenne, il trasferimento al 3º Reggimento bersaglieri. Morì in combattimento durante l'offensiva di Natale del 1941 nei pressi di Petropawlowka colpito a morte da una raffica di mitragliatrice mentre soccorreva un soldato ferito. Insignito per questo fatto di una seconda Medaglia d'oro al valor militare alla memoria, la sua salma, dapprima sepolta in un cimitero militare italiano in Russia, venne rimpatriata nel 1961 per essere tumulata in una tomba monumentale nel cimitero di Loro Ciuffenna.
Nel 1990 gli fu intitolata la Sezione di Arezzo dell'Istituto del Nastro Azzurro.

### Periodici
- Medaglie d'Oro eccellenti: Don Giovanni Mazzoni, in Il Nastro Azzurro, n. 5, Roma, Istituto del Nastro Azzurro, settembre-ottobre 2010,  p. 18.